# Сочинский морской торговый порт
Сочинский морской торговый порт — морской порт, основным направлением работы которого являются морские пассажирские перевозки. Полное наименование — Открытое акционерное общество «Сочинский морской торговый порт». Штаб-квартира — в Центральном районе города Сочи, Краснодарский край, Россия.

## Деятельность
Основное направление работы предприятия — регулярные морские пассажирские перевозки и круизный туризм на Черноморском побережье России. Здесь же размещаются пограничная, таможенная и иммиграционная службы порта. 
С 2002 года — является членом Ассоциации Средиземноморских Круизных Портов «Медкруз». 
Два пассажирских причала порта общей длиной 330 м способны принимать суда длиной до 220 м с осадкой до 8,5 м. Порт не замерзающий, навигация длится круглый год. Через него осуществляется пассажирское сообщение с Поти и Батуми, грузопассажирское сообщение с турецкими портами Трабзон и Стамбул. 
Для приёма и обработки грузов и автотранспорта порт имеет сухогрузный и автопаромный причалы. Сухогрузный причал способен принимать суда длиной до 135 м, с осадкой до 6 м и оснащён двумя портальными кранами грузоподъёмностью по 10 тонн каждый. Автопаромный причал предназначен для обработки судов с кормовой аппарелью.
Сочинский порт не связан с железной дорогой. Ближайшая железнодорожная станция находится в трех километрах. Вывоз грузов из порта и их доставка в порт осуществляется автомобильным транспортом. Порт закрыт для нефтеналивных судов.

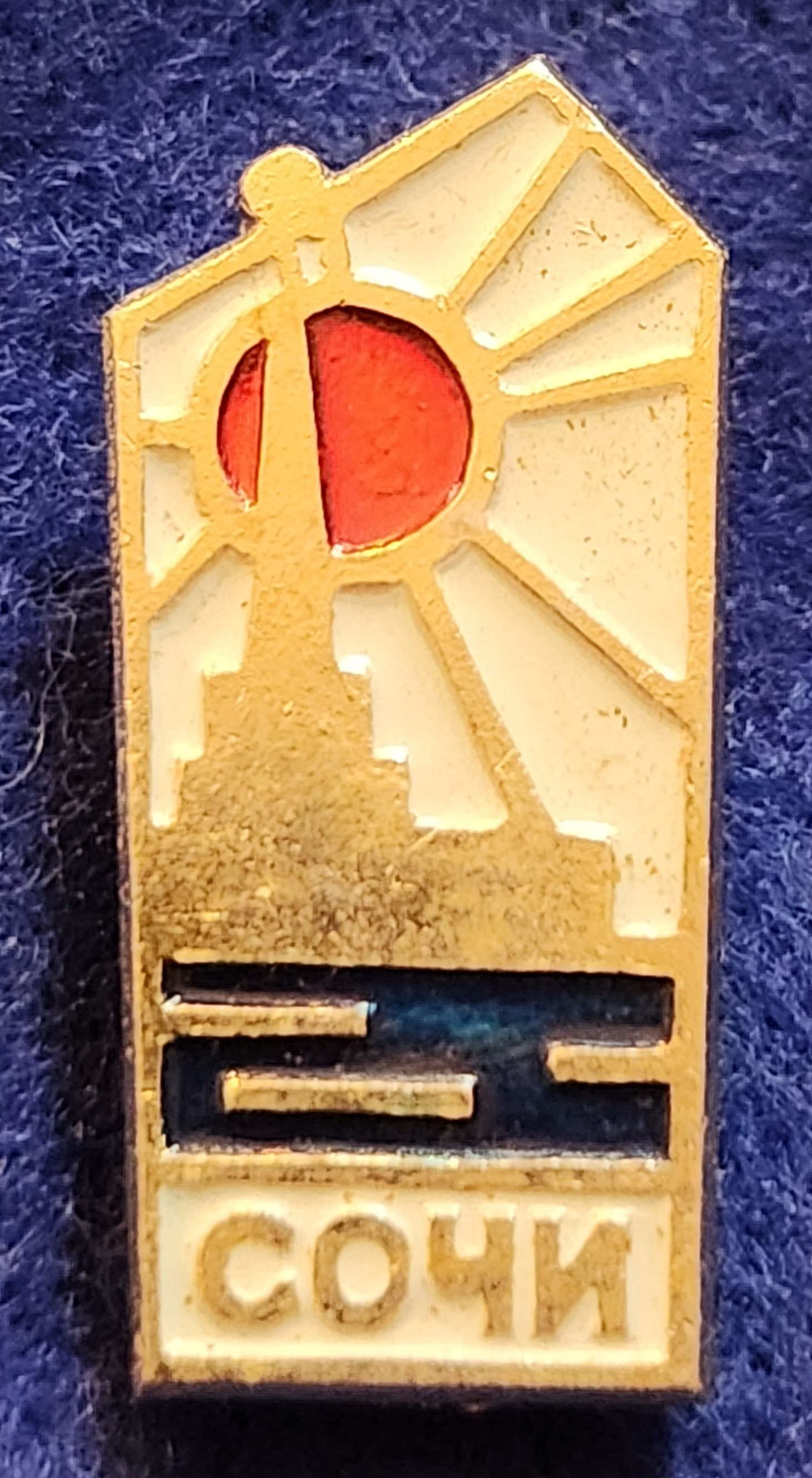
Значок Сочи Морской вокзал

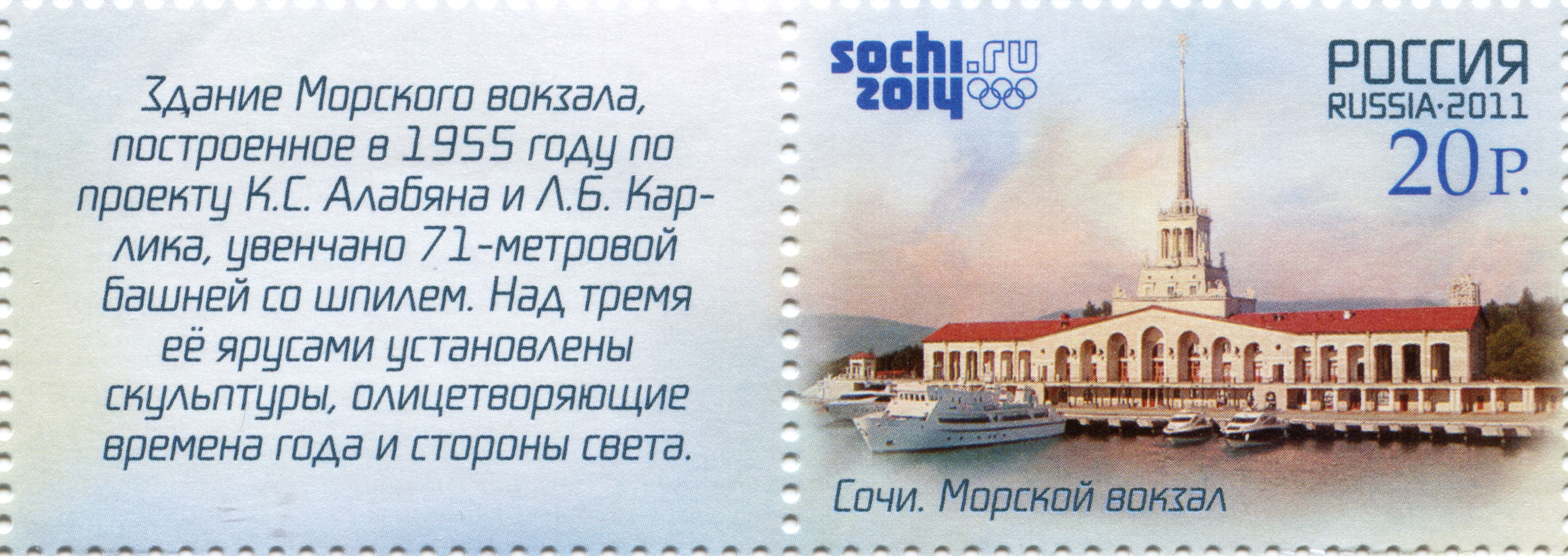
Здание сочинского Морского вокзала было построено в 1955 году по проекту архитекторов К.С. Алабяна и Л.Б. Карлика. Двухэтажное здание Морского вокзала в центре увенчано 71-метровой башней со шпилем. Над тремя ярусами башни установлены скульптуры, олицетворяющие времена года и стороны света. Марка, 2011

Морской порт имеет крупный вокзальный комплекс, который был построен в 1955 году архитектором К.С. Алабяном. 1 мая 2008 года на площади у мелководного причала морского порта был открыт памятник Петру I. Международный павильон терминала имеет пропускную способность до 350 человек в час. Есть магазин Duty Free.
Внутрироссийские линии следуют в Анапу. Международные линии соединяют Сочи с такими городами, как Сухум, Поти, Трабзон, Самсун, Стамбул. Ежегодно в порт заходит 40 международных круизных лайнеров (2007).

## Sochi Grand Marina
В процессе реконструкции к Олимпиаде-2014 существующая акватория порта частично преобразована в марину и техническую зону. В ноябре 2014 года между ОАО «Совкомфлот» и Burevestnik Group было подписано соглашение о государственно-частном партнерстве, согласно которому яхтенный порт был передан в управление последнему. На 2015 год проект может принимать до 300 яхт, в том числе — до 10 яхт размером до 140 метров, а также до 30 судов на твердом покрытии. В последующие 5 лет Burevestnik Group планирует увеличить количество стояночных мест до 720.

## Собственники и руководство
Единственный акционер порта по состоянию на 30 июня 2014 года — ОАО «Новошип».
Генеральным директором является Владимир Деркунов. Награждён Орденом Мужества.

## Адрес
- 354000, Россия, Краснодарский край, г. Сочи, ул. Несебрская.

## Фотографии

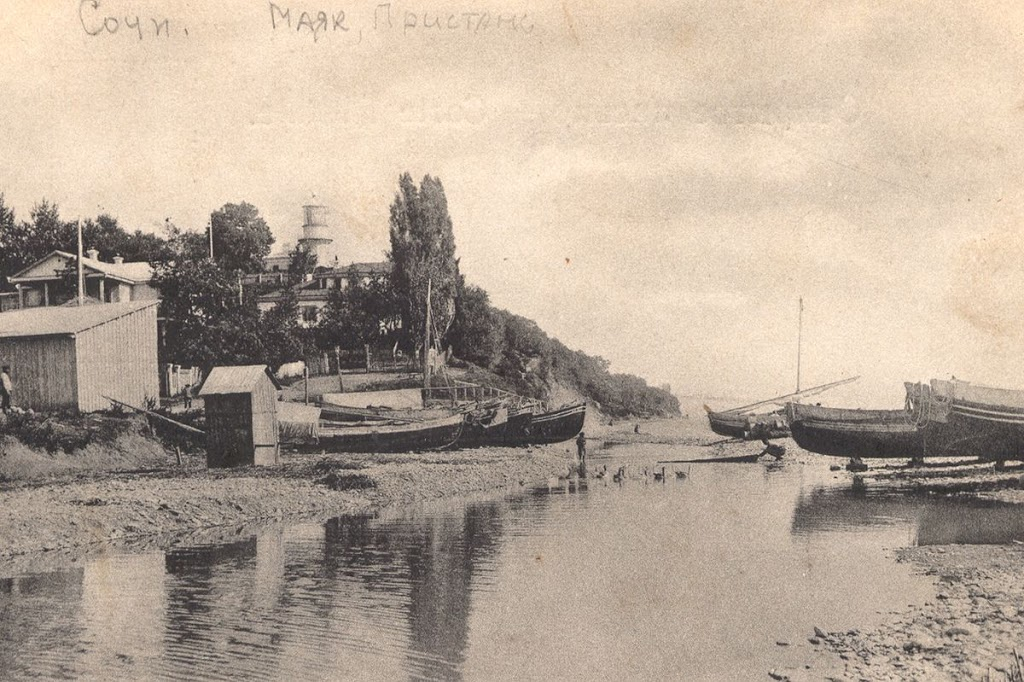
На месте Сочинского порта в начале XIX века
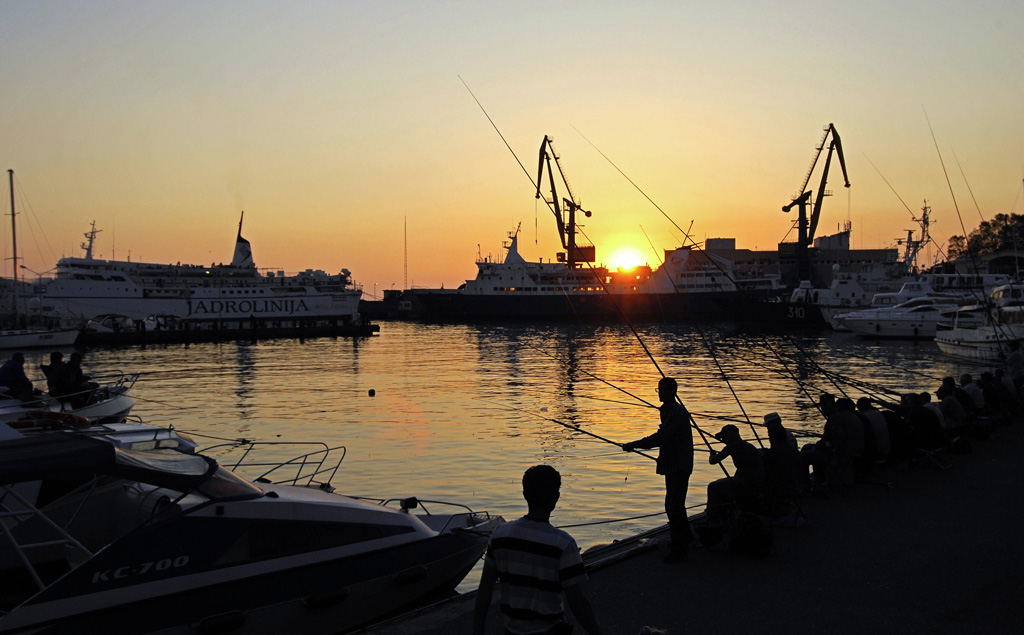
Вечером в порту
Здание Морского вокзала
Стоянка яхт в морском порту Сочи
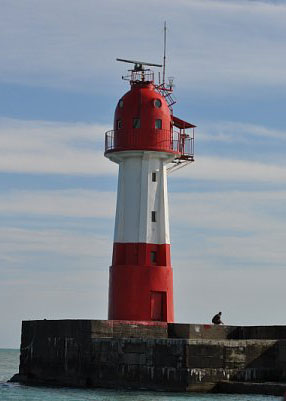
Дальний маяк
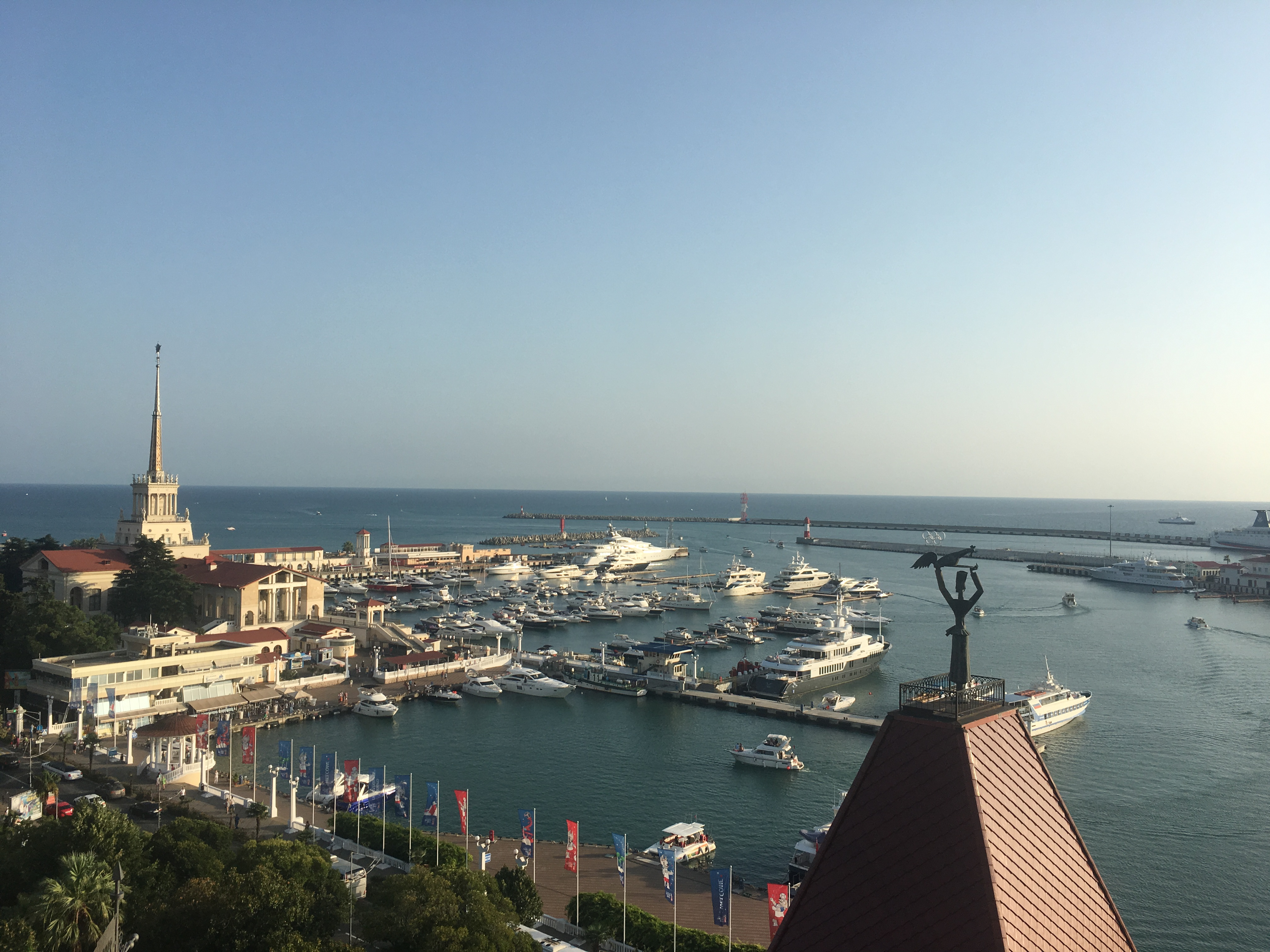
Обзор Морского порта сверху